# Loelia Lindsay
Loelia Mary, Lady Lindsay, née Ponsonby (6 février 1902 - 1er novembre 1993), est une noble britannique, couturière et rédactrice en chef de magazine.

## Famille et premier mariage

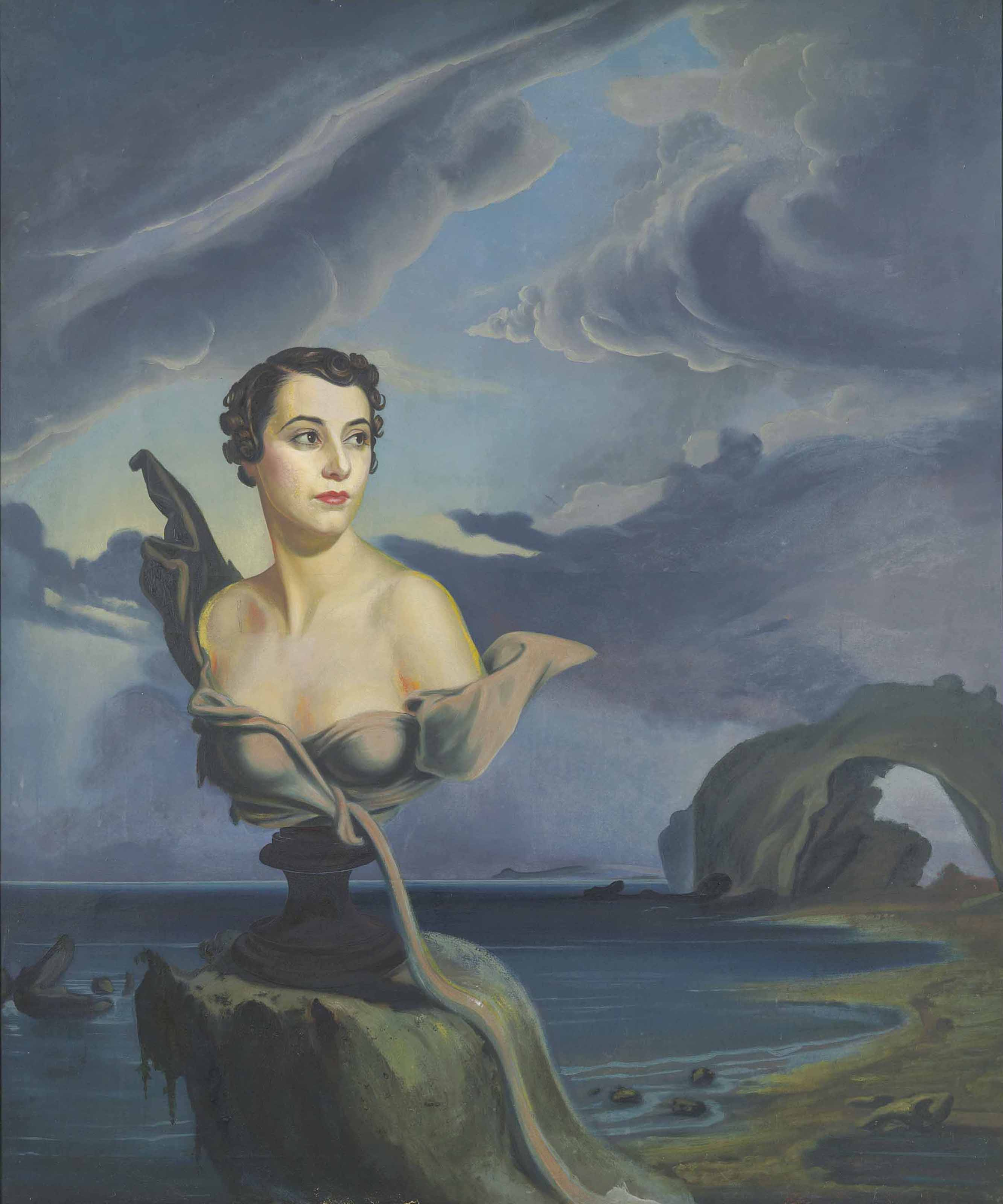
Loelia, duchesse de Westminster, par William Acton.

Lindsay est la fille unique du courtisan Sir Frederick Ponsonby, plus tard 1er baron Sysonby, et de Victoria Lily Kennard, Lady Sysonby, l'auteur de livres de cuisine bien connue. Elle passe ses premières années au Palais Saint James, à Park House à Sandringham et à Birkhall. Faisant partie des Bright Young People, elle rencontre Hugh Grosvenor, 2e duc de Westminster, deux fois divorcé. Ils se marient le 20 février 1930 dans une cérémonie très médiatique, avec Winston Churchill comme témoin, mais n'ont pas pu avoir d'enfants. Son mariage avec le pair extrêmement riche échoue et est décrit par James Lees-Milne comme « une définition de l'enfer pur ». Il est dissous en 1947 après des années de séparation.

## Vie après le divorce
Après son divorce, Loelia, duchesse de Westminster, s'établit comme hôtesse à Send, Surrey, s'occupant de travaux d'aiguille et de jardinage, passions qu'elle a héritées de sa mère,. Sa collection de travaux d'aiguille est léguée au National Trust. Au cours des années 1950, elle travaille comme rédactrice en chef pour le magazine House & Garden et couvre le mariage du prince Rainier III de Monaco et de Grace Kelly.
On pense que Lindsay a popularisé l'aphorisme (faussement attribué à Margaret Thatcher) : « Toute personne vue dans un bus de plus de 30 ans a été un échec dans la vie », qui semble avoir été inventée par le poète Brian Howard.
Le deuxième mariage de Lindsay, avec l'explorateur divorcé Sir Martin Lindsay (1er baronnet), est une surprise pour ses amis mais a beaucoup plus de succès. Le couple se marie le 1er août 1969. Sir Martin, un mari dévoué, est décédé en 1981 et Lady Lindsay choisit de passer ses dernières années dans des maisons de retraite. Ses mémoires, écrites en 1961 et intitulées Grace and Favour: The Memoirs of Loelia, Duchess of Westminster, sont un témoignage important de la vie aristocratique entre la Première et la Seconde Guerre mondiale.